# Linn Fernström
Linn Fernström, född 9 augusti 1974 i Örebro, är en svensk samtidskonstnär med fokus på målningar och skulpturer.

## Biografi
Linn Fernström växte upp i Garphyttan. Hon utbildade sig på Konstskolan Idun Lovén i Stockholm 1993–95 och vid Kungliga Konsthögskolan 1995–2000. Hon hade sin första separatutställning på Galleri Mejan 1999, där hon presenterade monumentala dukar med ett myller av figurativa infall och utlevelser. År 2003 valdes hon ut av sin lärare och mentor på Konsthögskolan, Dan Wolgers, till Absolut Vodkas konstprojekt 2003. Under titeln OEDIPUS visade hon ett självporträtt med en Absolutflaska under ena armen och Dan Wolgers huvud under den andra i en lekfull gestaltning av ett konstnärligt fadersmord.
Hennes måleri spänner mellan idylliska scenografier och mardrömmar som fylls av hot och längtan. En motivvärld hämtad som från gränslandet mellan dröm och verklighet, med exotiska djur över snötäckta landskap, människor med koncentrerade ansiktsuttryck i samspråk med djur som visar känslor människofigurerna saknar. Här finner vi släktskap med svenska samtida konstnärer, som stråk av en hejdlös Jarl Ingvarsson, en driven Ernst Billgren och en utagerande Lena Cronqvist. Men även till den allmänna konsthistorien. Själv hänvisar hon till 1600-talskonstnärerna Rubens och Velázquez, för visst finns det släktskap till barocken. Oftare nämns den mexikanska konstnären Frida Kahlo, som i brokigt färgstarkt måleri delar Fernströms förmåga att skildra mänskligt lidande och grymhet utan sentimentala övertoner.
| ” | ...Linn Fernströms värld, en värld mellan drömmen och verkligheten. Här skymtar vi oftast henne själv som modell, i princip uteslutande omgiven av diverse djur och fåglar. Målningarna är alltid djärva, vackra och fascinerande, någon enstaka gång med ett lätt sting av obehag då en avhuggen kroppsdel skymtar förbi. | „ |
| – Ur Stockholms Auktionsverks presentation av Linn Fernström inför auktion på Bo Siesjö Collection hösten november 2010 | |   |

Flera av Linn Fernströms målningar har sålts för högt pris på konstauktioner på 2000-talet. Ballongerna från 2008 såldes i november 2010 för 1 550 000 kronor. De tre kvinnorna från 2001 såldes i april 2007 på Bukowskis för 925 000 kronor och självporträttet Bortbytingen från 2000 november 2010 på Stockholms auktionsverk för 470 000 kronor.
Linn Fernström fick 1999 Maria Bonnier Dahlins stipendium för unga konstnärer, 2000 Beckers konstnärsstipendium och nominerades 2001 till Carnegie Art Award. I februari 2016 utsågs Linn Fernström till filosofie hedersdoktor vid Örebro universitet. År 2016 fick hon hedersdoktortiteln av Örebro universitets humanistiska fakultet.
Linn Fernström finns representerad vid bland annat Örebro läns museum, Region Örebro län, Borås Konstmuseum, Eskilstuna konstmuseum, Statens konstråd, Moderna museet och Skissernas museum.

## Utställningar i urval

### Soloutställningar
- 2022 – en suck, snyftning, andetag eller lätt beröring, Sörmlands museum[10]
- 2021 – Liljevalchs konsthall
- 2019 – Arnstedt, Östra Karup
- 2018-19 – Galerie Forsblom, Stockholm
- 2015 – Galerie Forsblom, Helsingfors
- 2014 – Lars Bohman Gallery, Stockholm
- 2013 – Eskilstuna konstmuseum
- 2012 – Grafikens Hus
- 2006 – Samling Saltarvet, Fiskebäckskil
- 2004 – Örebro konsthall
- 2003 – Associazione Culturali, Rom
- 1999 – Galleri Mejan, Stockholm[7]

### Grupputställningar i urval
- 2021 – Arnstedt, Östra Karup
- 2021 – Vargåkra Gård, Hammenhög
- 2019 – Konsthallen Lokstallet, Strömstad
- 2013 – Lars Bohman Gallery, Stockholm
- 2011 – Galerie Proarta, Zürich
- 2011 – Samling Saltarvet, Fiskebäckskil
- 2009 – Ei saa peittää – Får ej övertäckas, Eskilstuna konstmuseum
- 2009 – Samtidigt, Borås Konstmuseum
- 2008 – Every Body Counts, Vestfossen Kunstlaboratorium, Vestfossen
- 2007 – Konstakademin, Stockholm
- 2006 – 20 år! Stipendiater Maria Bonnier Dahlins Stiftelse 1985-2005, Bonniers konsthall
- 2003 – Absolut Generations, Palazzo Zenobio, Venedig
- 2003 – Väsby konsthall
- 2002 – Karby Gård
- 2002 – Yunnan Art Institute, Kunming
- 2002 – Nordica, Kunming
- 2001 – Vem är rädd för rött blått gult, Liljevalchs konsthall
- 1999 –  Hjørring Kunstmuseum, Hjørring[7]